# Mountain Home (Karolina Północna)
Mountain Home – jednostka osadnicza w Stanach Zjednoczonych, w stanie Karolina Północna, w hrabstwie Henderson.